# Sborový dům v Neborech
Sborový dům v Neborech, městské části Třince, je sakrální stavba Slezské církve evangelické augsburského vyznání, sloužící jako její modlitebna.

## Historie

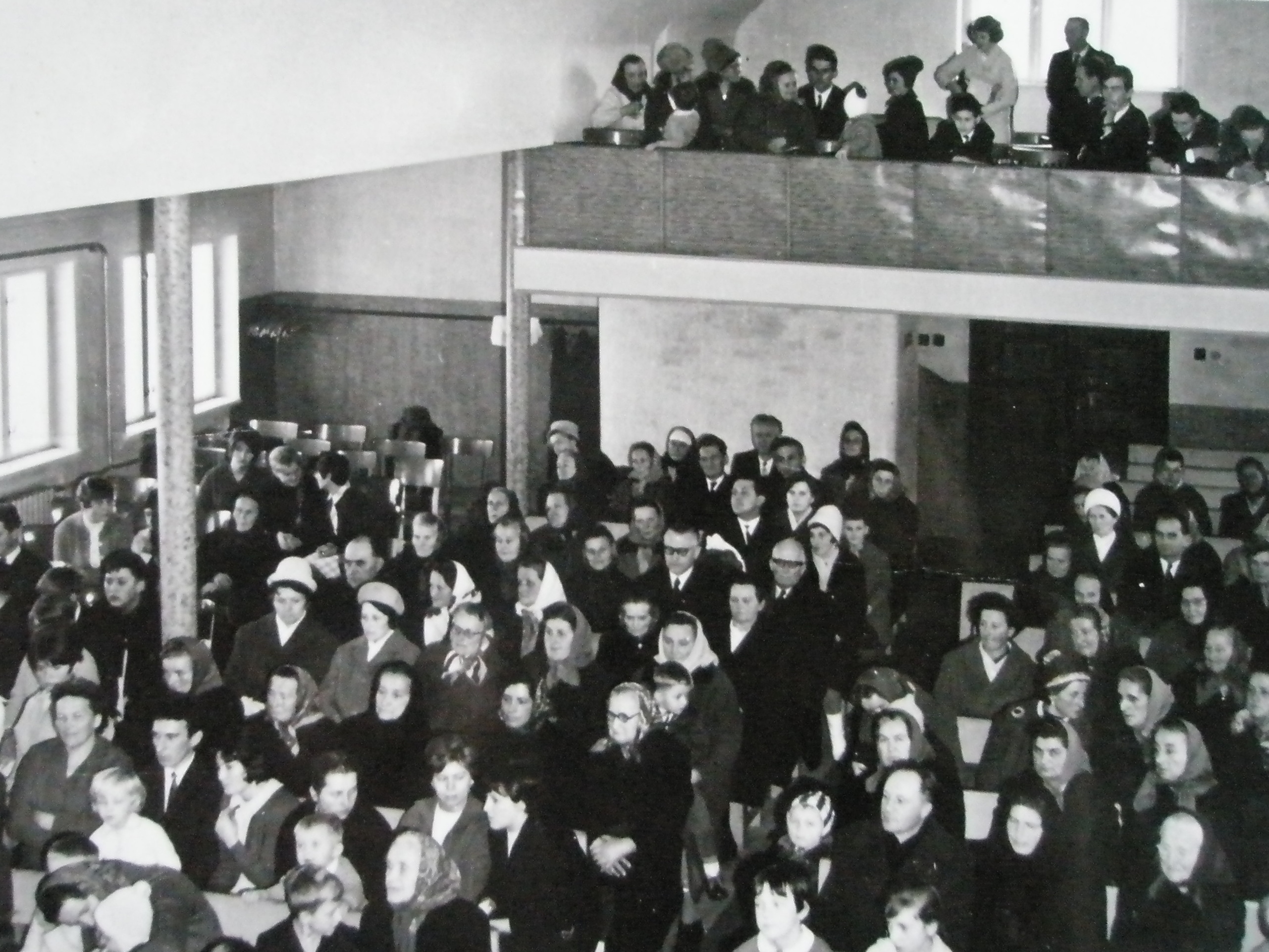
Modlitebna Rozhodných křesťanů v Neborech

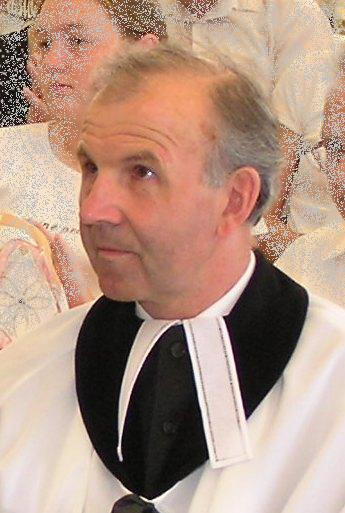
Stanislav Piętak

Historie evangelického hnutí v Neborech sahá do období před 2. světovou válkou, k jeho rozvoji však došlo až po válce. Zdejší evangelíci byli součástí třineckého sboru a na bohoslužebná shromáždění docházeli do třineckého chrámu. Kromě toho se scházeli také v Neborech, v sále Spolku rozhodných křesťanů.
Po roce 1968 se evangelizační činnost věřících v Neborech rozvíjela (biblické hodiny, pěvecký sbor, sbor mandolinistů, nedělní besídky pro mládež a dorost, akce pro širší veřejnost ap.) V období normalizace byla činnost Spolku Rozhodných křesťanů státními orgány zakázána a jejich modlitebna uzavřena. Zázemí společenství evangelíků poskytli manželé Macurovi, kteří nabídli místo ke shromažďování věřících.
Po roce 1989, s příchodem faráře Stanislava Piętaka do třineckého sboru, byla oficiálně založena kazatelská stanice v Neborech. Zároveň s tím bylo rozhodnuto zakoupit vhodný pozemek na stavbu vlastního sborového domu. Po vyřízení všech formalit byla na jaře 1997 zahájena stavba. Po čtyřech letech, v roce 2001, byla stavba sborového domu dokončena, zkolaudována a předána veřejnosti. Slavnostní posvěcení farářem Stanislavem Piętakem proběhlo 21. října 2001. V roce 2002 byl při sborovém domě oficiálně založen Farní sbor Slezské církve evangelické augsburského vyznání v Neborech.

## Popis stavby
Moderní čtyřpodlažní budova obdélníkového půdorysu s prvky brutalistní architektury byla postavena podle projektu Jana Kidoně. Stojí na vlastním pozemku uprostřed městské části Nebory. Střecha je sedlová a svým tvarem zapadá do beskydské krajiny. Východní průčelí je v celé výšce proskleno dvěma pásy oken. Motiv hlavního kříže je tvořen přímo konstrukcí objektu, postranní dva kříže jsou součástí prosklené plochy. Je zde tak uplatněna symbolika tří křížů a biblické Golgoty. V interiéru se nacházejí dva shromažďovací sály, velký se 110 a malý s 50 místy k sezení. Maximální kapacita je 270 osob. V budově je také služební byt pro činovníka SCEAV.

## Využití
Kromě liturgické činnosti je sborový dům využíván k různým kulturním a společenským akcím pro širší veřejnost. Působí zde pěvecký sbor a dechový orchestr, pořádají se nedělní besídky pro mládež a dorost, koncerty i filmová představení. V rámci turné po České republice Love Tour 2014 vystoupila 30. listopadu 2014 ve sborovém domě v Neborech mezinárodní „misionářská“ vokální skupina Vinesong.